# (34114) 2000 PU26
2000 PU26 (asteroide 34114) é um asteroide da cintura principal. Possui uma excentricidade de 0.08264380 e uma inclinação de 9.63831º.
Este asteroide foi descoberto no dia 5 de agosto de 2000 por NEAT em Haleakala.